# Lisztomania (singolo)
Lisztomania è un singolo del gruppo musicale francese Phoenix, pubblicato nel 2009 ed estratto dall'album Wolfgang Amadeus Phoenix.

## Tracce
Side A
1. Lisztomania
2. Lisztomania (Alex Metric Remix)

Side B
1. Lisztomania (Yuksek Remix)
2. Lisztomania (A Fight for Love/25 Hours a Day Remix)